# Culture Fosna-Hensbacka

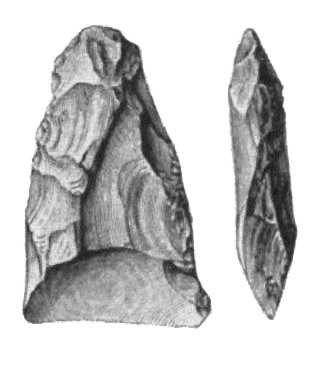
Outils trouvés dans l'Östergötland

Les cultures de Fosna et Hensbacka sont deux cultures très similaires du  mésolithique en Scandinavie, souvent regroupées sous l'appellation culture Fosna-Hensbacka. Ce complexe inclut aussi la culture Komsa, qui en dépit de différence d'outils est considérée comme faisant partie de la culture de Fosna. La culture de Fosna/Komsa était située sur la côte norvégienne tandis que la culture de Hensbacka était sur la côte ouest suédoise, en particulier du Bohuslän.